# Preobraženskoe (villaggio)

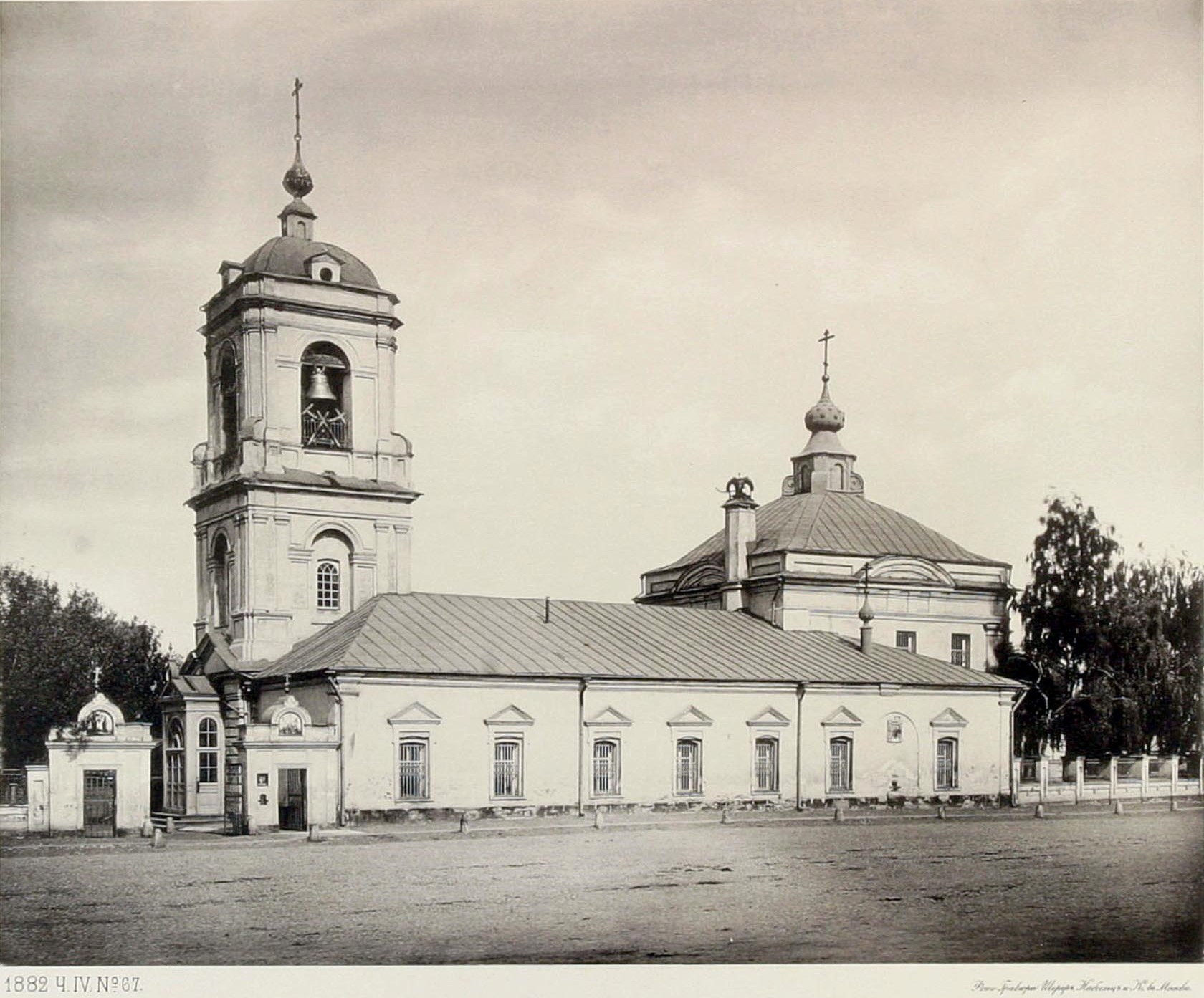
Chiesa della Trasfigurazione di Preobraženskoe (1882)

Preobraženskoe era un villaggio situato a circa cinque chilometri a nord-est di Mosca, sulla riva del fiume Jauza. In esso era situato il palazzo d'estate dello zar Alessio. Il villaggio divenne parte integrante della città di Mosca nel 1864, dando origine all'omonimo quartiere.